# Relógio da Praça Oito (Vitória)

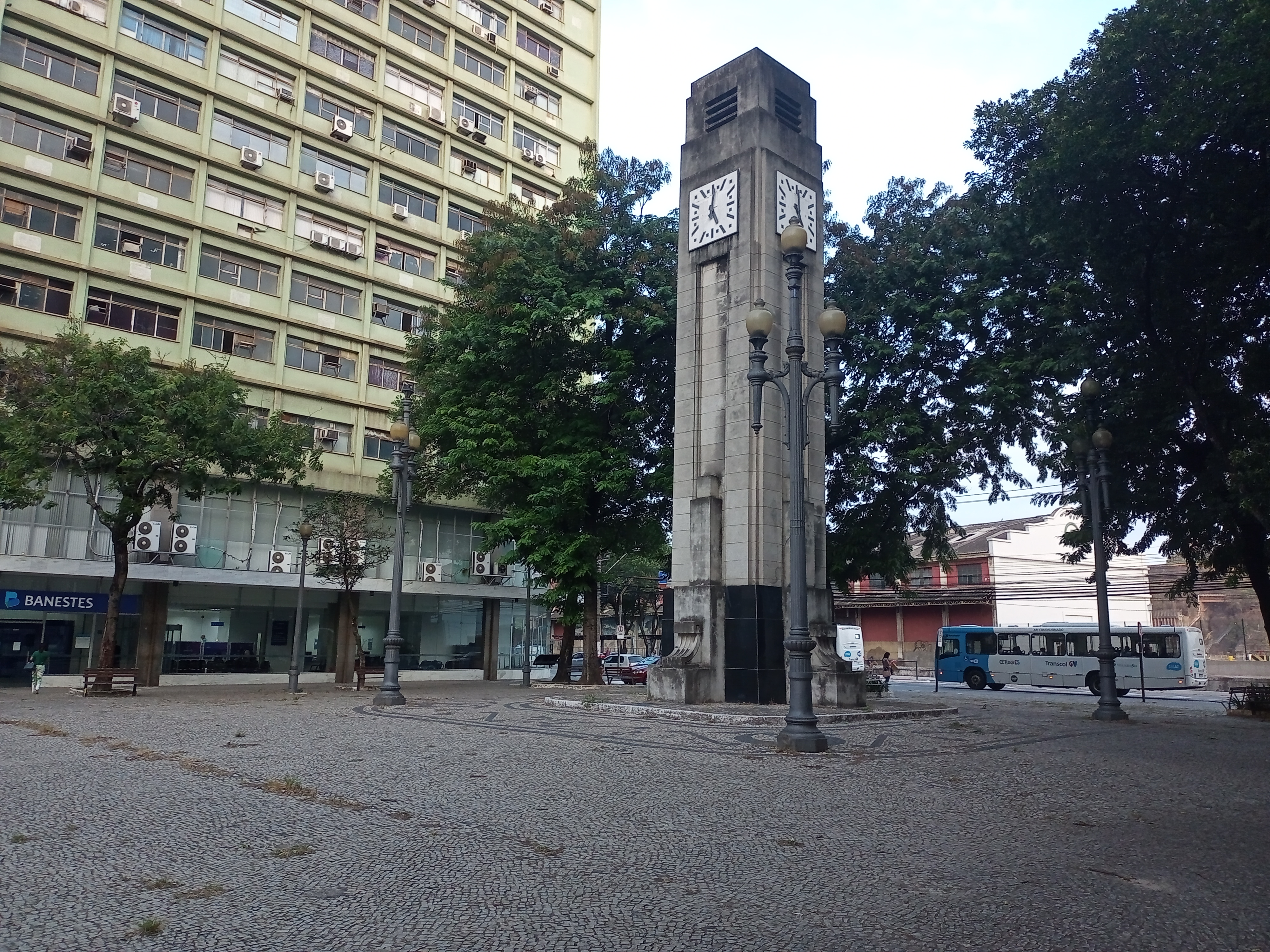
Relógio da Praça Oito, no Centro de Vitória

O Relógio da Praça Oito é um bem tombado, inaugurado em 1942, que está no centro de Vitória, capital do Espírito Santo.

## História
O Relógio da Praça Oito foi projetado pelo arquiteto Jayme Figueira, construído por Radagásio Alves e montado por João Ricardo Hermann Schorling, imigrante italiano que residia no município de Domingos Martins. 
É uma torre alta, com 16 metros de altura e conta com quatro relógios, um em cada lado, contando ainda com sete sinos no alto da torre. Desde a sua inauguração, o relógio emite os primeiros acordes do hino do Espírito Santo a cada hora passada.
Ele está instalado na Praça Oito, originalmente conhecida como Praça Santos Dumont. Seu nome foi alterado para homenagear a data oficial de fundação de Vitória, 8 de setembro.

## Tombamento e restauros
O Relógio da Praça Oito foi tombado como patrimônio histórico em 1984 pela Secretaria de Cultura do Estado do Espírito Santo. No mesmo dia, houve uma exposição de fotos antigas sobre o cinquentenário do relógio, na Escola de Artes FAFI.
Ele passou por diversos restauros, após passar anos sem funcionar adequadamente. Os restauros mais recentes foram nos anos de 2013, quando voltou a tocar e ganhou melhorias em seu entorno, de 2017, quando recuperaram sua parte elétrica e instalaram maquinário novo após um ano parado, e de 2019, quando estava com os ponteiros parados.